# 5997 Dirac
Az 5997 Dirac (ideiglenes jelöléssel 1983 TH) a Naprendszer kisbolygóövében található aszteroida. Antonín Mrkos fedezte fel 1983. október 1-jén.